# Конвульсіонери

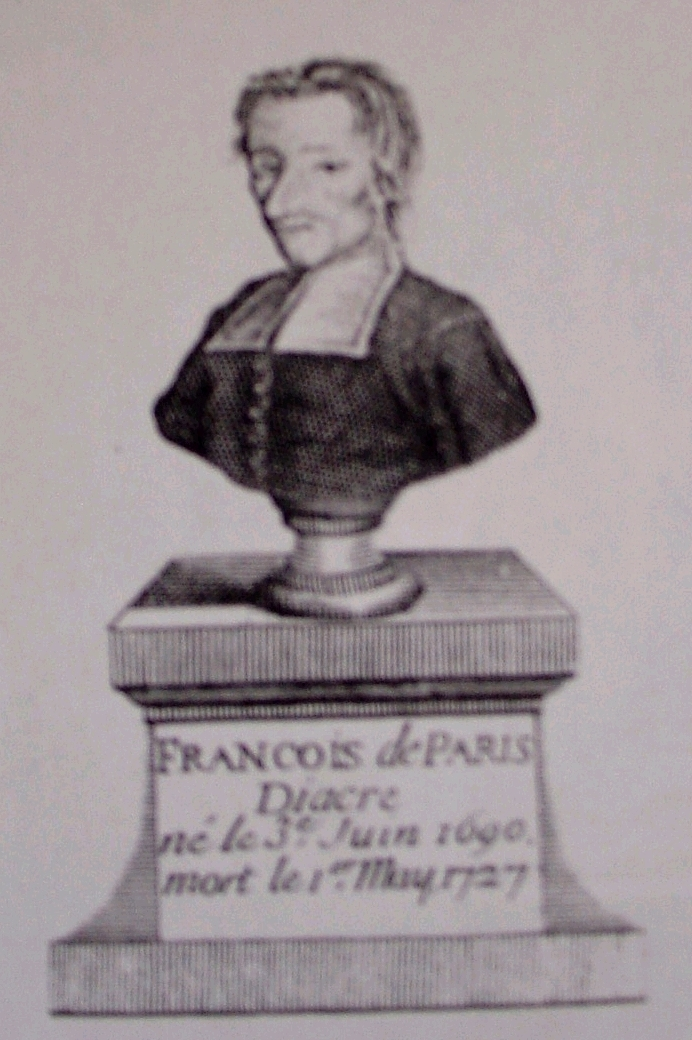
Франциск Паризький

Конвульсіонери (фр. convulsionnaires) — релігійна секта, що виникла в кінці 1720-х років у Франції внаслідок переслідування янсеністів, які були послідовниками Франциска Паризького. Його могила на Сен-Медарському цвинтарі славилася чудесами, що нібито відбувалися на ній, і зціленнями хворих, яких охоплювали при цьому конвульсії. У проміжках між нападами конвульсіонери перебували в екзальтації, дотримувалися аскетичного способу життя.

## Історія
Появу конвульсіонерів пов'язують із ім'ям янсеніста Франциска Паризького (1690—1727), який був старшим сином радника Паризького парламенту. У сім років його відправили до пансіону, де він відрізнявся побожністю. Рано захопившись янсенізмом, він після смерті батька поступився його місцем у парламенті своєму молодшому братові, щоб цілком присвятити себе релігійній діяльності. 1713 року він отримав від свого батька, який хотів, щоб він займався світською діяльністю, дозвіл вступити до семінарії . Після цього батько помер, а він належну йому частку спадщини роздав бідним.

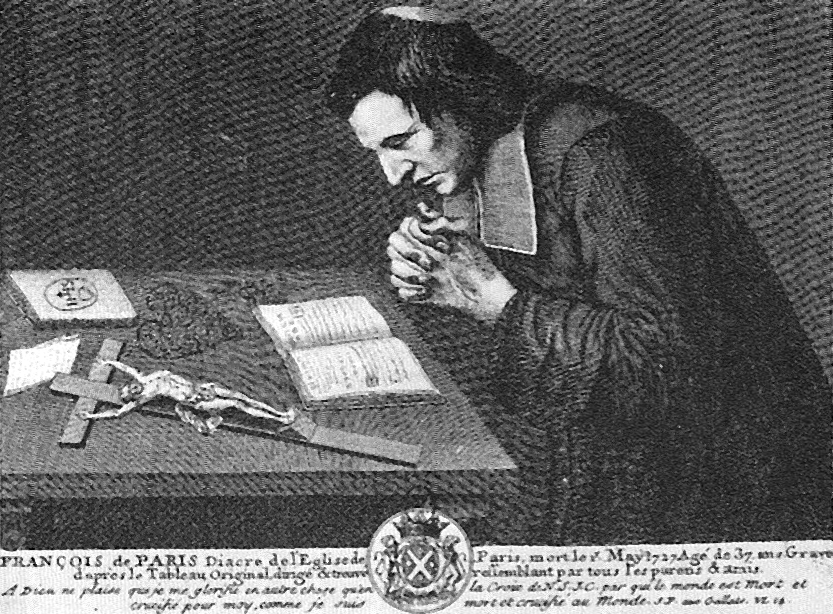
Франциск Паризький

Франциск помер увечері першого травня 1727, у віці 36 років. Перед смертю він продиктував своє сповідання віри і заповів поховати себе, як бідняка, на спільному цвинтарі. Виконуючи волю покійного, його поховали на парафіяльному цвинтарі церкви Сен-Медар 3 травня. Того ж дня мотальниця шовку на ім'я Мадлен Бенії, яка страждала на параліч лівої руки, прийшла в будинок, де раніше жив диякон, на вулицю Бургонь о 8 годині ранку і бачила, як принесли труну, в яку мали покласти покійника. Коли труну поставили, хвора трохи нахилилася, щоб потерти руку об труну, перш ніж на неї покладуть покрив, і після цього вирушила до себе. Коли вона увійшла до своєї кімнати, то відразу почала розмотувати шовк обома руками. Містом поширилися чутки, що її хвороба безслідно пройшла. Після цього наступного дня зібрався натовп калік і хворих в очікуванні зцілень.

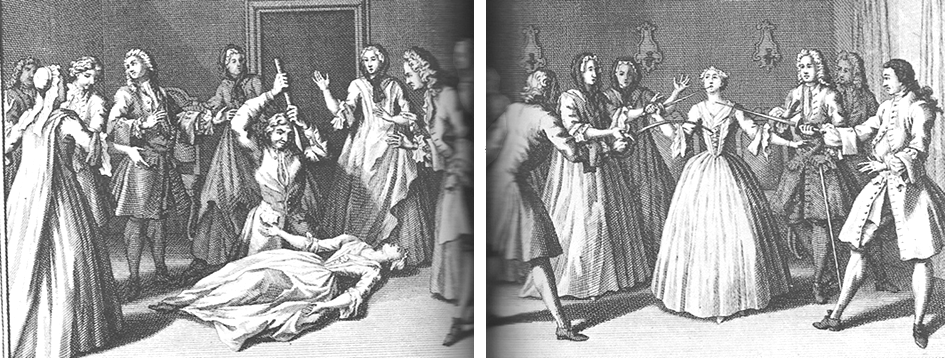
Сеанс за участю конвульсіонерів. Анонімна гравюра XVIII ст.

Янсеністи шанували Франциска святим, хоча останні чотирнадцять років він не причащався, пояснюючи тим, що не вартий його. Багато жителів кварталу, які особисто знали Франциска, відвідували його могилу і потім запевняли, що одужали від хвороб чи отримали полегшення страждань. Після поширення звісток про чудеса на його могилі, юрби народу виливали свої почуття в екзальтованих молитвах, промовах і пророцтвах, розігрувалися цілі релігійні містерії та ходи. Від 1731 фанатизм дійшов до таких меж, що молільники, простягаючись на могилі святого, впадали в конвульсії, звідки й походить назва «конвульсіонери». Почалися паломництва: до могили приносили паралітиків; душевнохворі, сліпі, хворі на невиліковні хвороби терлися об надгробний камінь диякона і сподівалися на диво. Частина янсеністів убачала в цих явищах божественне підтвердження істинності вчення янсеністів, намагаючись використати їх для зміцнення своїх позицій у протистоянні з єзуїтами. За повідомленнями тих років при цьому билися в судомах не лише самі янсеністи, а й зовсім сторонні люди, котрі випадково були свідками судом. У стан екстазу впадали діти; особливо ж схильними до цього були жінки.
Конвульсіонери поділялися на:
- секуристів (від фр. secours — «допомога», «допоміжний засіб»), які готували конвульсії ударами, уколами тощо.
- натуралістів чи фігуристів, які, непристойно оголюючись, зображували собою то безсилля неспокутуваної людської природи, то чистоту християнської церкви.
- дисцернантів і меланжистів, які вели дебати про те, хто посилає конвульсії — Бог чи диявол.

Всі вони ворогували між собою, доводячи правовірність свого вчення та єретичність інших груп. Діяльність секуристів, яка здобула найбільшу популярність, нагадувала катування: вони топтали один одного ногами, били палицями, полінами і припікали розпеченим залізом. Деякі виламували пальці у молодих жінок, рвали кліщами їхні груди, кололи їхнє тіло залізними прутами і навіть розпинали їх. Проте конвульсіонери були напрочуд нечутливими до болю.
На доказ чудес, які нібито відбувалися на могилі Франциска, написано книгу «La verité des miracles opérés par l'intercession de François de Paris» (3 томи), яку підніс королю радник парламенту Луї-Базіль Карр де Монжерон. Останній ставився до чудес спочатку іронічно, але 7 вересня 1731, проти волі, сам зазнав конвульсій. У цій роботі він наводить численні приклади невразливості «конвульсіонерів», які, за сучасними уявленнями, є перебільшеними.

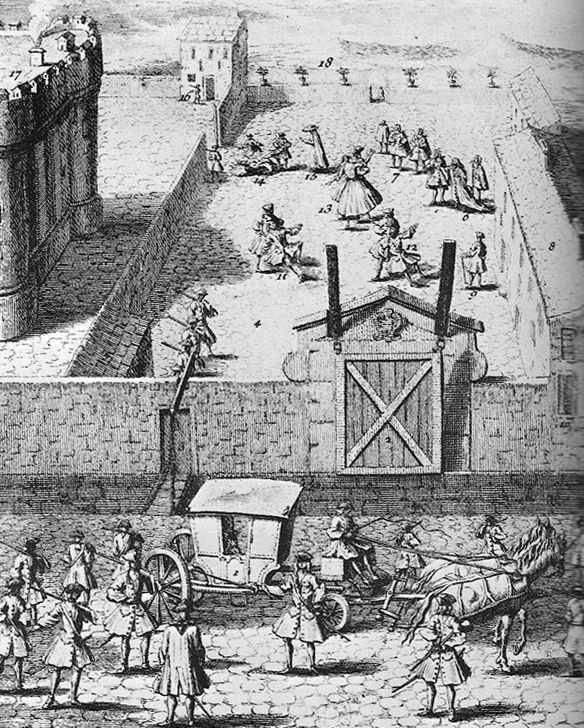
Конвульсіонери в Бастилії

Щоб припинити безлад, Людовік XV наказав 1732 року захистити цвинтар стіною та охороняти вартових. Наступного дня на воротах цвинтаря анонімний жартівник повісив табличку з написом: «Іменем короля Богу заборонено творити чудеса в цьому місці». Навіть наказ 1733 ув'язнювати припадистих не міг цілком припинити епідемію. Серед послідовників руху були представники всіх верств суспільства та всіх соціальних інститутів — навчальних, релігійних та урядових. Схильним до нападів виявився навіть Фонтене, придворний секретар Людовіка XV.
Були випадки, коли конвульсіонери виступали проти королівської армії зі зброєю в руках. Начальник паризької поліції Жиро говорив, що можна легко знищити на корені це зло, вживши суворих заходів щодо зачинників заворушень. Радника Kappe де Монжерона, який присвятив цим проявам свій твір, посаджено до Бастилії, деяких найвідоміших хворих розподілено в медичні установи. Але застосування сили довгий час стримувало те, що ревним захисником учення Франциска Паризького виступав кардинал Ноайль, який дещо симпатизував янсеністам.
Репресії, обмеження та заборони не змогли повністю припинити ці прояви. Оскільки було заборонено конвульсіювати публічно, збори янсеністів стали відбуватися в приватних будинках. Потім це явище, подібно до інших масових психічних епідемій, поступово пішло на спад і зникло саме. Попри те, що навіть серед самих янсеністів не всі схвалювали конвульсіонерство, воно проіснувало досить довго, окремі прояви зафіксовано аж до Французької революції.

## Пояснення та критика
Масштабність явища вже у XVIII столітті викликала безліч відгуків, зокрема різко критичних. Так, Вольтер, брат якого — Арман Аруе — був янсеністом, негативно ставився до янсеністів та конвульсіонерів. Він писав одному з листів до Гельвеція: «Парижем управляють янсеністи, конвульсіонери. Це значно гірше, ніж царство єзуїтів...». У примітці до одного з віршованих текстів Вольтер зауважує про цю секту: «Вони опалювали вогнем (On rôtissait) дівчат так, щоб їхня шкіра однак не була пошкоджена; завдавали їм ударів полінами (de bûches) по животу, проте не ранячи їх і це називалося надавати допомогу»; він називає їх шарлатанами, на його думку: «Земля була тисячі разів наповнена забобонами жахливішими, але ніколи серед них не було безглуздіших і принизливіших». Вольтер став спадкоємцем свого брата, який зібрав їхні «видіння» (visions), що мали місце серед жінок 1744 року. Ці матеріали зрештою опинилися в бібліотеці Вольтера, яка перебувала в Петербурзі від 1779 року. З ними ознайомився О. С. Пушкін, який проводячи 1832 року історичні дослідження, під час роботи над «Історією Петра I», відвідував особисту бібліотеку Вольтера. Крім того, покажчик до творів Вольтера в бібліотеці Пушкіна розрізаний на сторінці зі словом convulsionnaires. За часів Пушкіна в Росії їх називали «судорожниками» і порівнювали з методистськими сектами «в Англії, і особливо в Америці, де на так званих польових сходах, campmeetings, сказ методистів сягає неймовірності» (журнал «Бібліотека для читання» за 1835 рік (том X, розділ «Суміш»).
Шотландський філософ Давид Х'юм, докладно описуючи це явище в «Дослідженні про людське пізнання» (1748), писав:
|  | Одній особі ніколи не приписували більшого числа чудес, ніж число тих, які нещодавно відбулися, як розповідають, у Франції, на могилі абата Парі, відомого янсеніста, святістю якого так довго морочили людей. Усюди розповідали про те, що ця свята гробниця зціляла хворих, повертала слух глухим і зір сліпим; але що ще незвичайніше — багато з цих чудес негайно засвідчено на місці суддями безсумнівної чесності на підставі показань осіб, які заслуговують на довіру і користуються пошаною; причому вони були вчинені в освічену епоху і в найвидатнішому центрі сучасного світу. |

Вчені та мислителі намагалися знайти раціональне пояснення того, що відбувалося на Сен-Медарському цвинтарі. 1733 року Філіп Еке, декан медичного факультету Паризького університету, пояснював конвульсії еротичним збудженням, яке в одержимих цією недугою викликали чужі запахи.
Відомий антрополог Е. Б. Тейлор у книзі «Первісна культура» в розділі «Непритомність і припадки, викликані з релігійними цілями» зазначає що в «…релігії малокультурних народів той стан, за якого людину простомовою називають „причинною“» має важливе місце і завжди з'являлись ошуканці, які симулювали цей стан. «За своєю хворобливою природою ці напади надзвичайно схожі на ті, про які згадує історія конвульсіонерів Сен-Медарда і севеннських ентузіастів».
Публіцист і соціолог Михайловський М. К. пояснював походження цього явища епідемічним і наслідувальним характером деяких нервових хвороб, порівнюючи конвульсіонерів з крикливцями: «…цілком звичайне явище, що за одним крикливцем слідує їх кілька. Різні судоми і конвульсії загалом сильно діють на глядачів і дуже часто викликають цілу низку наслідувачів».
На думку Бехтерєва В. М., завдяки самонавіюванню ті чи інші містичні ідеї, що походили з релігійних проявів середньовіччя, нерідко були водночас джерелом низки конвульсивних та інших проявів великої істерії, які завдяки панівним віруванням також отримували схильність до епідемічного поширення. Так, епідемії конвульсувальників розвивалися внаслідок взаємонавіювання на ґрунті релігійного містицизму та важких забобонів.

## У літературі
- «Історія Пор-Рояля» — Сент-Бев .